# Leslie Pintchik
Leslie Pintchik (* um 1968) ist eine amerikanische Jazzmusikerin (Piano, Komposition).

## Wirken
Pintchik, die zunächst wenig Interesse am Klavierspiel hatte, studierte Literaturwissenschaft. Erst als Doktorandin für englische Literatur des 17. Jahrhunderts an der Columbia University entschied sie sich,  Jazzmusikerin zu werden. Sie nahm privaten Unterricht bei Bruce Barth. Ihre ersten Auftritte in Manhattan hatte sie in einem Trio mit dem Bassisten Red Mitchell im Bradley’s. 1992 gründete Pintchik ihr eigenes Trio, mit dem sie regelmäßig in Jazzlokalen in New York City und an der Ostküste auftrat. Sie war mit ihrem Trio einer der vier Finalisten bei der Cognac Hennessy Jazz Search 1995.
Pintchiks Debütalbum, So Glad to Be Here, erschien 2004. In der Folge veröffentlichte sie eine Reihe von CDs und eine DVD, die von der Kritik gelobt wurden. Zu ihrem Trio gehört ihr Ehemann, der Bassist Scott Hardy.

## Diskographische Hinweise
- So Glad to Be Here (2004)
- Quartets (2007)[2]
- Leslie Pintchik Quartet: Live in Concert (2010)
- We’re Here to Listen (2010)
- In the Nature of Things (2014, mit Ron Horton, Steve Wilson, Scott Hardy, Michael Sarin, Satoshi Takeishi)
- True North (2016)
- You Eat My Food, You Drink My Wine, You Steal My Girl! (2018)
- Same Day Delivery: Leslie Pintchik Trio Live (2019)[3]